# Bușteni
Bușteni là một thị xã thuộc hạt Prahova, România. Dân số thời điểm năm 2002 là 10374 người.